# Овертон, Нэнси
Нэ́нси Суэ́йн О́вертон (англ. Nancy Swain Overton; 6 февраля 1926, Порт-Вашингтон, Нью-Йорк, США — 5 апреля 2009, Блэрстон, Нью-Джерси, США) — американская певица, участница квартета The Chordettes.

## Биография
В 1946 году Овертон со своей сестрой Джин Суэйн и двумя друзьями по колледжу, Биксом Брентом и Паули Скиндловом создают музыкальный коллектив. Группа гастролировала с лидером оркестра Томми Такером в течение 6 месяцев. Коллектив был известен как Tommy Tucker’s Two Timers и записал первый сингл «Maybe You’ll Be There» с руководителем джаз-оркестра Томми и солистом группы Доном Брауном.
Паули Скиндлов покинул группу и был заменен Элли Дэкер, которая ранее участвовала в квартете Meltones. В группе также продолжал петь лидер группы Рэй Хетертон, от фамилии которого появилось новое название коллектива Heathertones. После того, как солистка Дэкер покинула группу, чтобы выйти замуж, она была заменена Марианной Маккормик. Heathertones расформируется в 1953 году.
Нэнси Овертон выходит замуж за джазового композитора, пианиста и аранжировщика Хоула Овертона. Далее в 1954 году она в качестве сольной вокалистки исполняет композицию «Nobody’s Heart» с квартетом Тедди Чарльза. В 1957 году Джанет Эртель из The Chordettes, несмотря на записи с группой, решает временно прекратить её гастроли. Эртель был женат на Арчи Блайер, владелице Cadence Records, лейбла группы. Нэнси Овертон была приглашена выступать вместе с The Chordettes и работала с ними, пока группа не распалась в начале 1960-х.
По рекомендации Диззи Гиллеспи в 1960-х годах Нэнси Овертон переезжает в Энглвуд, Нью-Джерси. После того, как её муж Хоул Овертон скончался в 1972 году, она ушла из шоу-бизнеса и работала в издательстве Prentice-Hall помощником редактора.
В начале 1990-х состав The Chordettes выглядит так: Нэнси Овертон, Дорис Альберти, Линн Эванс и Джэн Суэйн. Группа отправляется в турне с Эдди Арнольдом, их продюсером. Была записана кассета живого выступления в Брансоне, штат Миссури.
5 апреля 2009 года в Нью-Джерси Нэнси Овертон в возрасте 83 лет умерла от рака пищевода.

## Семья
У Хоула и Нэнси Овертон двое детей: сыновья Рик и Стивен. Рик Овертон — комедийный актёр и писатель.